# Феоктистов, Константин Петрович
Константи́н Петро́вич Феокти́стов (7 февраля 1926, Воронеж, Воронежская область, РСФСР, СССР — 21 ноября 2009, Москва, Россия) — советский научный сотрудник-космонавт, лётчик-космонавт СССР (1964), Герой Советского Союза (1964), доктор технических наук (1967), профессор (1969). Инженер-разработчик большого числа советских космических кораблей и орбитальных станций.
Один из участников (в качестве научного сотрудника-космонавта) первого в истории мирового освоения космоса полёта многоместного пилотируемого корабля, состоявшегося 12-13 октября 1964 года с экипажем в составе трёх космонавтов на борту (вместе с Владимиром Комаровым и Борисом Егоровым), и ставшего также первым в мире полётом космонавтов без использования скафандров.
Первый гражданский специалист в космосе (вторым формально был Нил Армстронг, бывший военный лётчик) и единственный советский космонавт, не являвшийся членом КПСС.
Автор книги о том как строились первые управляемые спутники, биография с управленческим пособием по ведению сложных проектов «Зато мы строили ракеты. Воспоминания и размышления космонавта-исследователя».

## Биография
Константин Феоктистов родился 7 февраля 1926 года в городе Воронеже, в семье служащего. Отец работал главным бухгалтером и читал лекции на бухгалтерских курсах. Мать окончила курсы медицинских сестёр, но работала нерегулярно, занималась воспитанием сыновей. С 1935 года семья Феоктистовых жила в собственном доме на улице Чичерина (ныне — Вокзальная), с 1937 года — на Рабочем проспекте.
Константин участвовал в Великой Отечественной войне (1941—1945): в июле 1942 года, в возрасте шестнадцати лет, ушёл добровольцем на фронт при эвакуации из занятого немецкими войсками Воронежа. Был разведчиком оперативной группы штаба воинской части Воронежского фронта РККА. 11 августа 1942 года во время выполнения боевого задания в тылу врага был схвачен эсэсовским патрулём и расстрелян во дворе одного из воронежских домов: пуля попала в подбородок и вышла из шеи навылет. Раненый Феоктистов удачно притворился мёртвым, немцы оставили его лежащим в яме глубиной метра полтора-два и ушли. С трудом выбравшись из ямы и трое суток прячась от вражеских патрулей, он успешно перешёл линию фронта и был направлен в госпиталь, а затем — в прифронтовой медсанбат, где через несколько дней его нашла мать и увезла в тыл, в город Коканд (Ферганская область, Узбекская ССР).
В 1943 году, находясь в эвакуации в Коканде, с отличием окончил 10 классов средней школы.
С детства мечтал заняться ракетостроением, о чём написал в своей книге «О космолётах» (1982): «Мне было лет девять, когда старший брат Борис притащил домой книжку Я. Перельмана „Межпланетные полёты“… Прочитал я эту книжку, и в результате на десятом году жизни было принято твёрдое решение: вырасту большим, займусь созданием космических кораблей».
В 1943 году поступил на факультет тепловых и гидравлических машин только что вернувшегося из эвакуации Московского высшего технического училища имени Н. Э. Баумана. После первого курса пошёл сначала на кафедру Ю. А. Победоносцева «Пороховые ракеты», а затем — на другую, к В. В. Уварову, конструктору газовых турбин и воздушно-реактивных двигателей. На этой кафедре тогда начали читать курс по жидкостным ракетным двигателям.
13 июня 1949 года защитил дипломный проект по теме воздушно-реактивного двигателя с осевым компрессором.
После окончания МВТУ имени Н. Э. Баумана в 1949 году получил назначение в «СКБ-385» в городе Златоусте Челябинской области, где работал инженером конструкторского бюро (КБ), механиком цеха, начальником пролёта, проектантом, исполняющим обязанности главного конструктора КБ, старшим инженером, начальником группы.
С 1951 года трудился в НИИ-4 в посёлке Болшево (ныне — в составе города Королёва) Московской области вместе с конструктором в области ракетостроения Михаилом Тихонравовым.
В начале 1955 года защитил диссертацию на соискание учёной степени кандидата технических наук в области теории движения крылатых ракет.
С 1957 года работал в «Особом конструкторском бюро № 1» (ОКБ-1) (ныне — РКК «Энергия») под руководством Сергея Павловича Королёва, где участвовал в разработке первого искусственного спутника Земли, руководил проектированием кораблей «Восток», «Восход» и был ведущим разработчиком кораблей «Союз», «Союз Т», «Союз ТМ», «Прогресс», «Прогресс-М», а также орбитальных станций «Салют» и «Мир».
В 1964 году стал первым в мире гражданским космонавтом и единственным в истории советской космонавтики беспартийным, совершившим космический полёт. Входил в состав первого группового экипажа (вместе с Комаровым и Егоровым), который 12—13 октября 1964 года совершил полёт на первом аппарате новой серии «Восход» (впервые — без скафандров). Так как Феоктистов руководил проектированием корабля «Восход», то он стал одним из двух человек, испытывавших в космосе разработанный им аппарат (вторым много позже стал Брюс Маккэндлесс, участник разработки и первый испытатель индивидуальной двигательной установки).
Доктор технических наук (1967), профессор (1969).
Член-корреспондент Международной академии астронавтики (1969).
С 1990 года преподавал в Московском государственном техническом университете имени Н. Э. Баумана.
Из всех советских космонавтов раньше Феоктистова родились лишь трое — Георгий Береговой (1921—1995), Павел Беляев (1925—1970) и Лев Дёмин (11 января 1926 — 18 декабря 1998). Таким образом, последние 11 лет жизни Феоктистов был старейшим из живущих советских космонавтов.
Скончался 21 ноября 2009 года в Москве на 84-м году жизни. Похоронен 25 ноября 2009 года на Троекуровском кладбище в Москве.

## Семья
Отец — Пётр Павлович Феоктистов (1890—1984), бухгалтер. Мать — Мария Фёдоровна Феоктистова (Покшина) (1890—1957), родилась в селе Алексеевка под Пензой, медсестра, кассир сберкассы.
Брат — Борис Феоктистов (1922—1941), офицер-артиллерист, пропал без вести во время Великой Отечественной войны.
Вторая жена — Галина Николаевна Феоктистова, однокурсница Константина по МВТУ имени Н. Э. Баумана. .
Сын — Николай Феоктистов (род. 1953), окончил МГУ по специальности «Экономика зарубежных стран». Внук — Николай Феоктистов.
Сын от второй жены — Андрей Феоктистов (1962—2019), окончил физический факультет МГУ.
Третья жена — Вера Викторовна Феоктистова (Криулина) (1955), врач. Поженились в 1978 году.
Дочь — Наталья Феоктистова (род. 14.07.1979), архитектор. Сын — Константин Феоктистов (род. 13.06.1982), инженер, выпускник факультета вычислительной математики МГУ.

## В отряде космонавтов

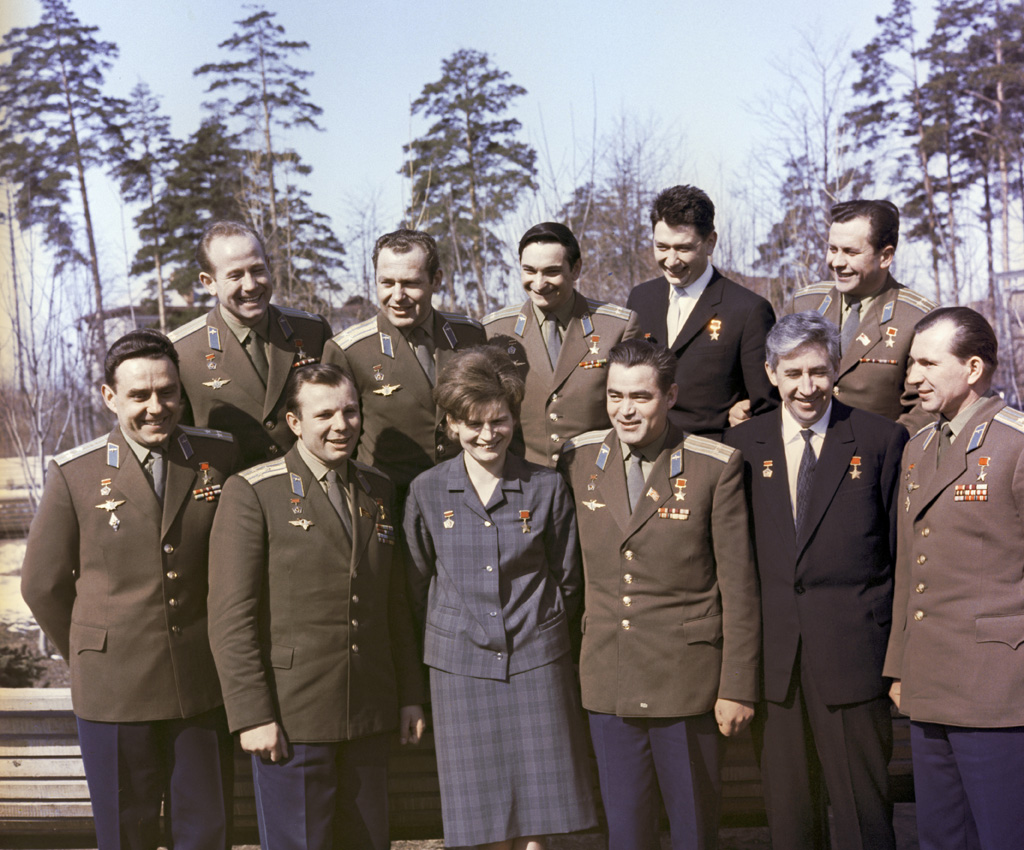
Константин Феоктистов (второй справа в первом ряду) вместе с другими лётчиками-космонавтами СССР, 1 июля 1965 года.

В 1964 году Константин Феоктистов начал тренироваться для полёта на первом в мире многоместном космическом корабле, не будучи формально членом отряда космонавтов. В отряд космонавтов ЦКБЭМ он был зачислен 27 мая 1968 года (приказом МОМ № 163).
Свой первый и единственный полёт Константин Феоктистов совершил в качестве научного сотрудника-космонавта 12-13 октября 1964 года на многоместном космическом корабле «Восход», в разработке которого сам принимал участие. Вместе с ним полёт совершили командир корабля лётчик-космонавт Владимир Комаров и врач-космонавт Борис Егоров. В космосе «Восход» находился 1 сутки и 17 минут, облетев за это время земной шар 16 раз. На борту все три участника полёта сидели в общем-то неподвижно, ибо теснота не позволяла производить вообще какие-либо действия. Впервые в мире полёт в космос проходил без скафандров — в кабине космического корабля три космонавта в скафандрах разместиться не смогли бы физически. После полёта Феоктистову было присвоено звание Героя Советского Союза с вручением ордена Ленина. Примечательно, что, несмотря на небольшую продолжительность полёта, космонавты стартовали при Н. С. Хрущёве, а докладывали о результатах полёта уже Л. И. Брежневу, поскольку на следующий день после их посадки Хрущёв был смещён на октябрьском Пленуме ЦК КПСС 1964 года.
В дальнейшем кандидатуру Феоктистова неоднократно и настойчиво предлагал в полёт сменивший С. П. Королёва на посту главного конструктора Василий Мишин, однако военные (главным образом, отвечавший со стороны ВВС за подготовку космонавтов и проведение пилотируемых космических полётов Николай Каманин) противились выдвижению Феоктистова — не в последнюю очередь из-за противопоказаний по здоровью. С мая по октябрь 1980 года Феоктистов проходил подготовку в качестве космонавта-исследователя основного экипажа корабля «Союз Т-3» совместно с Леонидом Кизимом и Олегом Макаровым. Задачей экипажа был ремонт системы терморегулирования станции «Салют-6». Однако в октябре 1980 года решением главной медицинской комиссии Феоктистов был отстранён от подготовки к полёту по состоянию здоровья и заменён Геннадием Стрекаловым.
Ушёл из отряда космонавтов в 1987 году, до 1990 года продолжал работать заместителем генерального конструктора НПО «Энергия». За время работы в НПО «Энергия» он играл важную роль в создании новых космических аппаратов, в том числе орбитальной космической станции «Мир».

### Статистика космических полётов
| № п/п | Стартовый корабль | Дата и время старта (UTC) | Экспедиция | Корабль посадки | Дата и время посадки (UTC) | Время налёта               | Количество выходов в открытый космос | Время нахождения в открытом космосе |
| ----- | ----------------- | ------------------------- | ---------- | --------------- | -------------------------- | -------------------------- | ------------------------------------ | ----------------------------------- |
| 1     | «Восход-1»        | 12.10.1964 07:30          | «Восход-1» | «Восход-1»      | 13.10.1964 07:47           | 01 сутки 00 часов 17 минут | 0                                    | 0                                   |

## Критическая оценка Феоктистовым пилотируемой космонавтики
В книге «Траектория жизни. Между вчера и завтра» (2000) Константин Феоктистов утверждал, что на данный момент пилотируемая космонавтика не принесла существенной научной пользы, кроме изучения вопросов самого пребывания человека в космосе. Большинство выполняемых на орбитальных станциях исследований могли быть выполнены беспилотными средствами. Кроме того, по его мнению советские орбитальные станции были плохо укомплектованы научным оборудованием.
Также со стороны Феоктистова жёсткой критике была подвергнута советская космическая программа «Энергия-Буран». Сам космический корабль «Буран» был охарактеризован им как «уродец-инвалид, который ничего не может, а стоит очень дорого… и перспектив никаких не имеет».
Такие жёсткие оценки со стороны Феоктистова могут быть поняты в контексте личного положения в ракетно-космической отрасли. Фактически сам Феоктистов был отодвинут от процесса принятия решений в конструкторских разработках (именно в области, где с именем Феоктистова были связаны большие успехи, в разработке космических орбитальных станций) в силу личного конфликта с руководством.

## Награды

### Государственные награды, премии, звания

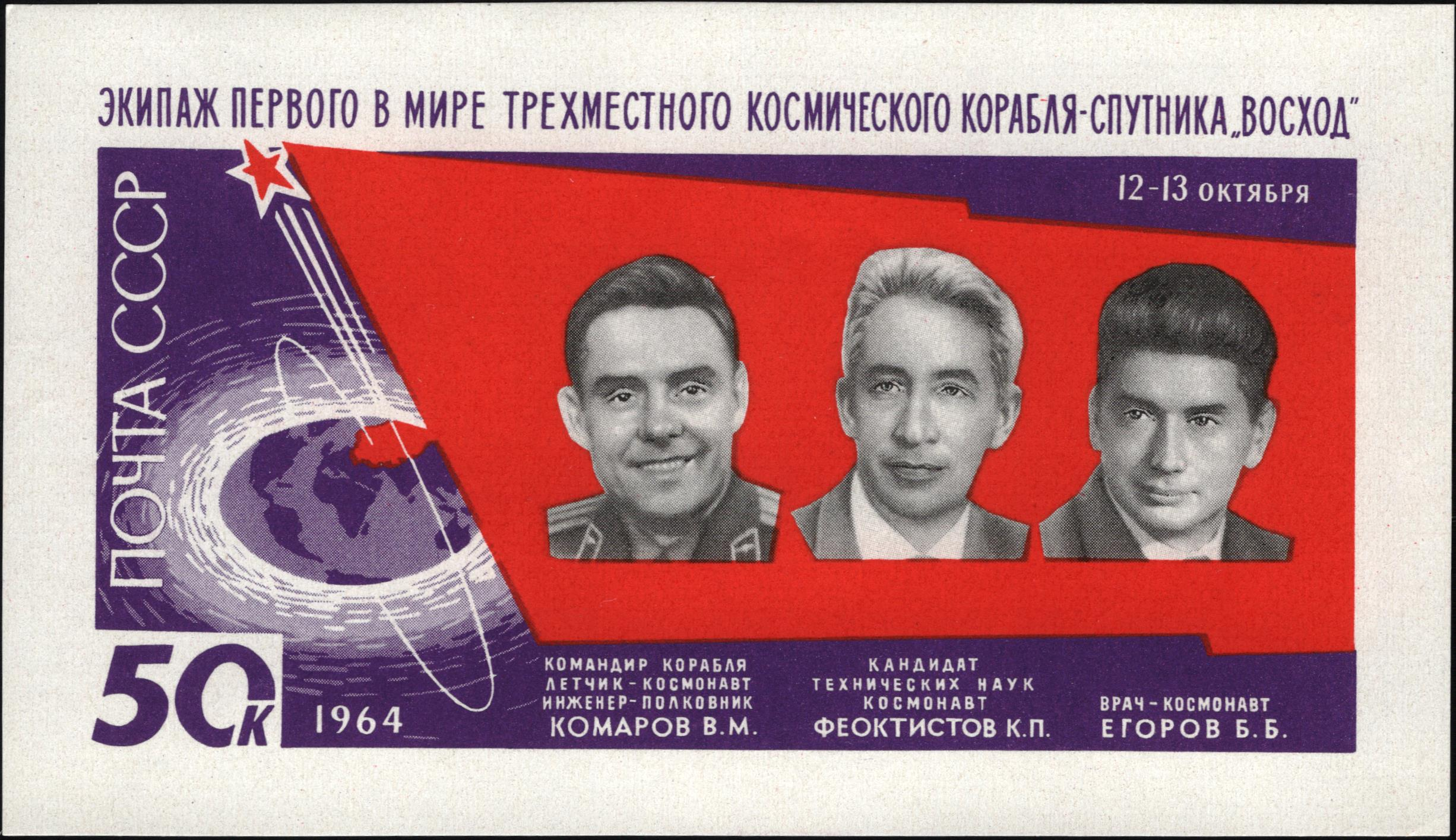
Почтовая марка СССР, 1964 год

- Почтовая марка СССР, 1964 годмедаль «За победу над Германией в Великой Отечественной войне 1941—1945 гг.» (1946);
- два ордена Трудового Красного Знамени (1957, 1961);
- медаль «За освоение целинных земель» (13 октября 1964);
- медаль «Золотая Звезда» Героя Советского Союза (19 октября 1964);
- орден Ленина (19 октября 1964);
- медаль «Золотая Звезда» Героя Труда Демократической Республики Вьетнам (6 ноября 1964);
- почётное звание «Заслуженный мастер спорта СССР» (1964);
- два ордена Отечественной войны I степени (1965, 1985);
- лауреат Ленинской премии (1966);
- юбилейный знак «50 лет органам ВЧК-КГБ» (1967);
- медаль «За доблестный труд. В ознаменование 100-летия со дня рождения Владимира Ильича Ленина» (1970);
- орден «Знак Почёта» (1974);
- лауреат Государственной премии СССР (5 декабря 1976);
- медаль Жукова в ознаменование 100-летия со дня рождения маршала Советского Союза Г. К. Жукова (1995).

### Другие звания
- звание «Почётный гражданин города Байконур» (Казахстан) (1977)[16];
- звание «Почётный гражданин города Калуга»;
- звание «Почётный гражданин города Воронеж».

## Память

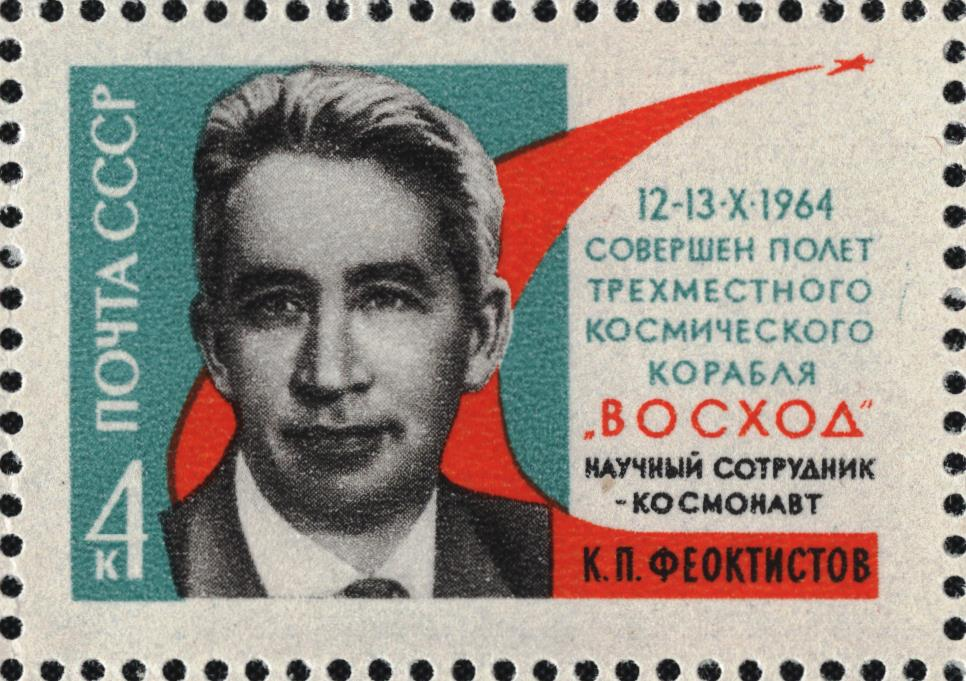
Константин Феоктистов на почтовой марке СССР.

Барельеф-портрет К. П. Феоктистова на Аллее Почёта на площади Космонавтов в Парке покорителей космоса имени Юрия Гагарина, Саратовская область, Энгельсский район.

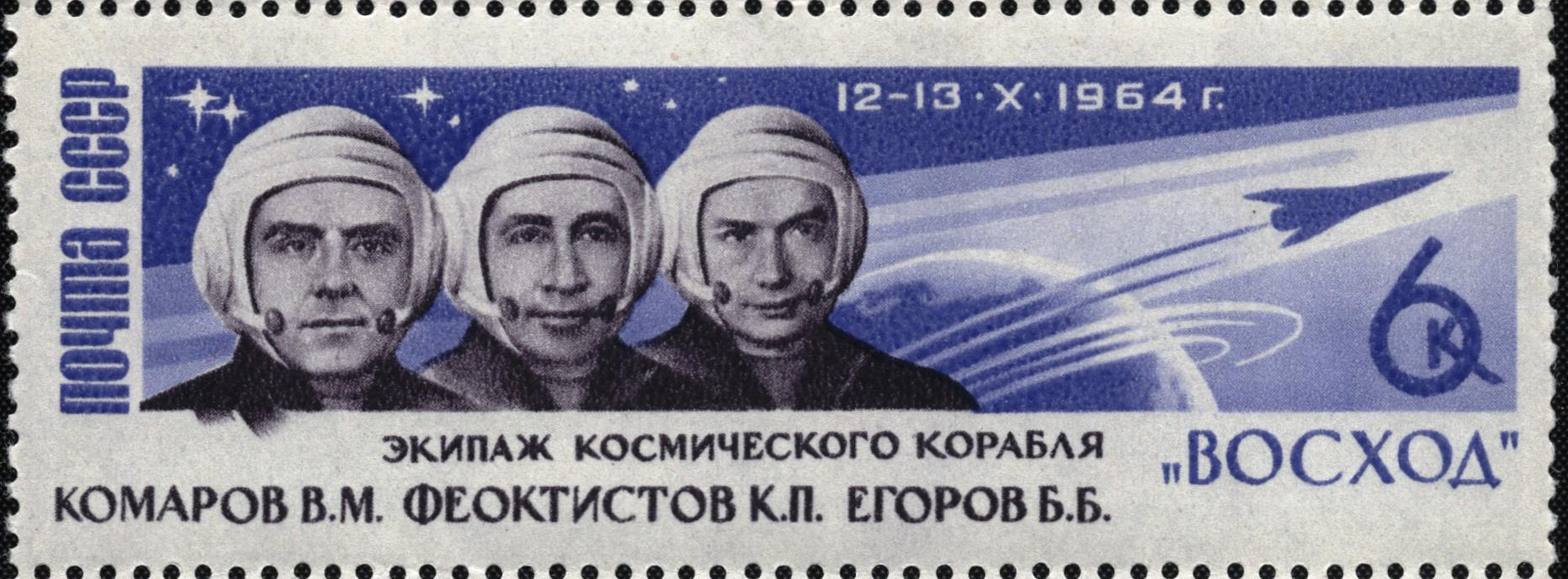
Почтовая марка СССР, 1964 год. Первый в мире полёт советских космонавтов Комарова, Феоктистова и Егорова на трёхместном космическом корабле «Восход». Три космонавта.

- В 1970 году именем Константина Петровича Феоктистова назван ударный кратер в северном полушарии обратной стороны Луны.
- Его именем названа одна из улиц города Воронежа.
- Его именем названа одна из улиц городов Россоши, Бутурлиновки и Павловска Воронежской области.
- Его именем названа одна из улиц города Камышина, Волгоградской области, причём рядом находится улица имени Бориса Борисовича Егорова, названная в честь партнёра Феоктистова К. П. по космическому полёту 12-13 октября 1964 года.
- Его именем названа средняя общеобразовательная школа № 5 города Воронежа[7].
- Его именем назван самолёт авиакомпании «Аэрофлот» марки Airbus А320-214 с бортовым номером VQ-BSL.
- Барельеф-портрет К. П. Феоктистова установлен на Аллее Почёта на площади Космонавтов в Парке покорителей космоса имени Юрия Гагарина, открытом для посетителей 10 апреля 2021 года на месте приземления первого космонавта планеты Юрия Алексеевича Гагарина 12 апреля 1961 года в Энгельсском районе Саратовской области.
- В честь К. П. Феоктистова назван мыс (мыс Феоктистова, Карское море, Енисейский залив)[17].

### Документальные фильмы
- «Москва встречает богатырей космонавтов» (СССР, «Центральная студия документальных фильмов» (ЦСДФ), 1964 год).
- «Трое в космосе» (СССР, 1964 год).
- «В космосе «Восход»» (СССР, «Центрнаучфильм», 1965 год).

### Киновоплощения
- «Гагарин. Первый в космосе» (Россия, 2013 год; роль Константина Феоктистова в фильме исполнил актёр Дмитрий Тихонов).
- «Время первых» (Россия, 2017 год; роль Константина Феоктистова в фильме исполнил актёр Геннадий Смирнов).